# Kwiatkówek (województwo łódzkie)
Kwiatkówek – wieś w Polsce położona w województwie łódzkim, w powiecie łęczyckim, w gminie Góra Świętej Małgorzaty.
W miejscowości znajduje się skansen "Łęczycka Zagroda Chłopska", będący filią Muzeum Archeologicznego i Etnograficznego w Łodzi.
Przez wieś przebiega droga wojewódzka nr 703.
W latach 1975–1998 miejscowość administracyjnie należała do województwa płockiego.